# Vesce (Moravské Budějovice)
Vesce je vesnice, místní část města Moravských Budějovic, vzdáleného asi 3 kilometry na severozápad. Roku 2001 činil počet domů 40. Ve vesnici žije 114 obyvatel.

## Geografická charakteristika
Vesnice Vesce leží ve východní polovině svého katastrálního území. Na severu sousedí s územím Lažínek, na východě Zvěrkovic, na jihu Blížkovic a na západě Častohostic a Krnčic. Nadmořská výška katastru obce se pohybuje mezi 455 m n. m. na samém severozápadě území a 400 m n. m. při Lažínském potoce.
Územím Vescí prochází silnice č. I/38 od Litohoře k jihu. Od Moravských Budějovic vede k Vesci silnice č. III/4118 pokračující k Častohosticím. Se silnicí č. I/38 Vesce spojuje silnice č. III/4119. Necelých 300 m od obce je na železniční trati Okříšky–Znojmo zastávka Vesce.

## Název
Tvar Vesce se vyvinul pravidelným hláskovým vývojem ze staršího Vesca (ženského rodu), zdrobněliny obecného ves.

## Historie
Roku 1843 činil počet obyvatel 235. K elektrifikaci došlo v roce 1930 péčí Západomoravských elektráren (ZME). Škola zde byla zrušena v roce 1975.
V letech 1869–1890 spadala obec do okresu znojemského a v letech 1900–1960 do okresu moravskobudějovického, poté třebíčského. Od roku 1980 jde o součást Moravských Budějovic.
Ve vesnici je také opuštěný areál provozovaný do roku 2001 společností Silnice Znojmo (ta zanikla sloučením se společností Colas), lokalita je považována za kontaminovanou a je třeba ji dle systému Ministerstva životního prostředí sledovat a dekontaminovat.
V roce 2020 bylo oznámeno, že město Moravské Budějovice bude dotovat obchod v obci.
| Rok            | 1869 | 1880 | 1890 | 1900 | 1910 | 1921 | 1930 | 1950 | 1961 | 1970 | 1980 | 1991 | 2001 |
| -------------- | ---- | ---- | ---- | ---- | ---- | ---- | ---- | ---- | ---- | ---- | ---- | ---- | ---- |
| Počet obyvatel | 213  | 240  | 228  | 233  | 215  | 220  | 210  | 167  | 176  | 176  | 178  | 158  | 149  |

Místní samosprávu vykonává osadní výbor.

## Pamětihodnosti
- panský zemědělský dvůr na návsi (čp. 1) ze 3. čtvrtiny 18. století
- výklenková kaplička (poklona) z 19. století při silnici do Častohostic[10]